# Rétinaculum des muscles extenseurs du pied
Le rétinaculum des muscles extenseurs du pied est un ensemble de bandes fibreuses du membre inférieur. Il est situé sur la face antérieure de la cheville et est constitué d'une partie supérieure et d'une partie inférieure.

## Anatomie fonctionnelle
Ce rétinaculum maintient contre le squelette tarsien les tendons des muscles :
- tibial antérieur ;
- long extenseur des orteils ;
- long extenseur de l'hallux.

## Insertions
Il s'insère latéralement dans le creux talo-calcanéen et dans le sinus du tarse, puis médialement sur la malléole médiale pour sa bande supérieure sur la face médiale du premier cunéiforme pour sa bande inférieure.
Ce rétinaculum ne doit pas être confondu avec le ligament bifurqué. Le ligament bifurqué ne maintient pas la chaîne tendino-musculaire des extenseurs mais est situé en dessous. Sa longueur et sa largeur sont nettement inférieures. Le ligament bifurqué s'insère postérieurement sur le rostre calcanéen, puis antérieurement sur la face postéro-latérale du naviculaire et sur la face supérieure du cuboïde.